# André Meyer (Schauspieler)
André Meyer (geboren am 26. Oktober 1972 in Hamburg) ist ein deutscher Schauspieler. Er war von 2009 bis 2016 Burgschauspieler.

## Leben und Werk
Meyer absolvierte seine Schauspielausbildung von 1996 bis 2000 an der Hochschule der Künste Berlin. Bereits während seines Studiums spielte er im Berliner bat-Studiotheater, im Theater in der Fabrik (TIF) des Staatsschauspiels Dresden, an der Volksbühne am Rosa-Luxemburg-Platz, an der Schaubühne am Lehniner Platz und am Maxim-Gorki-Theater. Von 2000 bis 2005 war er Ensemblemitglied am Schauspielhaus Bochum während der Direktion Matthias Hartmann. Hier spielte er den Mocca in Helge Schneiders Mendy – das Wusical (2003), den Benvolio in Shakespeares Romeo und Julia (Regie: David Bösch, 2004) sowie in Zuckmayers Hauptmann von Köpenick (Regie: Matthias Hartmann, 2004). Hartmann engagierte Meyer 2005 auch ans Schauspielhaus Zürich, wo er unter anderem mit Regisseuren wie Matthias Fontheim, Niklaus Helbling, Sandra Strunz, Peter Zadek und Jan Stephan Schmieding zusammen arbeitete.
Bei den Salzburger Festspielen gastierte er 2007 in einer Koproduktion mit dem Schauspielhaus Zürich als Schnauz und Wand in Shakespeares Sommernachtstraum. Im Herbst 2009 folgte er Hartmann ans Wiener Burgtheater, dessen Ensemble er bis 2016 angehörte. Hier spielte er sich quer durch das klassische Repertoire – von Shakespeare (Rodrigo im Othello, Fabian in Was ihr wollt und den Benvolio) über Schiller, Hebbel und Jules Verne bis zu Brecht und Camus. Er tritt aber auch in Wienerisch konnotierten Werken von Nestroy und Schnitzler auf, spielt mit Leidenschaft in Kinderstücken und Märchen (wie Der Zauberer von Oz oder Die Schneekönigin) und übernimmt Aufgaben in zeitgenössischen Dramen, wie in Dea Lohers Adam Geist.
Seit der Spielzeit 2017/2018 ist Meyer festes Ensemblemitglied am Schauspiel Frankfurt unter der Intendanz von Anselm Weber.
Neben einigen Theateraufzeichnungen (Mendy aus Bochum, Lumpazivagabundus und Was ihr wollt aus der Burg) war und ist Meyer auch in Film und Fernsehen zu sehen, beispielsweise in den Spielfilmen Liegen lernen, Venus.de – Die bewegte Frau, Der Wixxer und Aus der Tiefe des Raumes, in den TV-Serien SK Kölsch, Die Sitte, sowie im Tatort: Schützlinge. Er übernahm aber auch Aufgaben in den Kurzfilmen Der Zufall und das Ende von Christian Theede (2000) und Auf der Strecke von Reto Caffi (2007).

## Filmografie
- 1999: Zoe
- 2000: Der Zufall und das Ende (Kurzfilm)
- 2001: Venus.de – Die bewegte Frau
- 2002: Tatort: Schützlinge (Fernsehreihe)
- 2002: SK Kölsch (Fernsehserie, Folge Kopfgeld)
- 2002: Der Narr und seine Frau heute Abend in Pancomedia
- 2003: Die Sitte (Fernsehserie, Folge Hase & Igel)
- 2003: Liegen lernen
- 2003: Mendy – Das Wusical
- 2004: Der Wixxer
- 2004: Aus der Tiefe des Raumes
- 2007: Auf der Strecke
- 2011: Was ihr wollt (Fernsehfilm)
- 2013: Der böse Geist Lumpazivagabundus oder Das liederliche Kleeblatt
- 2024: Tatort: Murot und das 1000-jährige Reich